# Christian Doppler
Johann Christian Andreas Doppler, född 29 november 1803 i Salzburg, död 17 mars 1853 i Venedig, var en österrikisk matematiker och fysiker. Han beskrev 1842 den efter honom uppkallade dopplereffekten i avhandlingen Über das farbige Licht der Doppelsterne und einiger anderer Gestirne des Himmels.
Christian Dopplers far var stenhuggare och han valde först att gå i faderns fotspår men på grund av dålig hälsa övergav han det för att utbilda sig i Wien och Salzburg. Från 1835 var han professor i Prag, Chemnitz och Salzburg. 1848 blev han professor i experimentalfysik på universitetet i Wien. Doppler hade dålig hälsa och dog 1853, 49 år gammal. 
Doppler skrev under sitt liv ett 50-tal matematiska, naturvetenskapliga och framförallt fysikaliska avhandlingar. De flesta är av mindre betydelse förutom en där han försökte förklara orsaken till att alla stjärnor inte lyser med vitt sken.

## Eftermäle
Nedslagskratern Doppler på månen och asteroiden 3905 Doppler är uppkallade efter honom.